# Reinaldo Gargano Ostuni
Reinaldo Gargano Ostuni (Paysandú, 26 de juliol de 1934 - Montevideo, 5 de febrer de 2013) fou un polític i diplomàtic uruguaià. Va ser el ministre de Relacions Exteriors de l'Uruguai des de l'1 de març de 2005 fins al 3 de març de 2008, el president del Partit Socialista de l'Uruguai (PS) des de 2001 i membre del senat nacional des de 1984.
Es va exiliar a Espanya el 1974, després del cop militar, però va tornar diversos anys després, servint com a secretari general del Partit Socialista de l'Uruguai per setze anys, del que va ser el seu president. Gargano es va convertir en membre del gabinet del President Tabaré Vázquez quan va prendre el comandament el 2005. Poc temps després d'assumir com a ministre de Relacions Exteriors, Gargano va conduir al seu país al restabliment de les relacions diplomàtiques amb Cuba.

## Biografia
Entre els principals objectius del seu mandat va estar el d'intentar solucionar el conflicte amb l'Argentina per les plantes de cel·lulosa a Fray Bentos, sobre el riu Uruguai. Va tenir el suport del seu homòleg espanyol Miguel Ángel Moratinos i un mediador enviat pel rei Joan Carles per a intentar solucionar la problemàtica dels corts de ruta per part dels manifestants argentins. La seva gestió en aquest assumpte va ser ineficaç i només es va limitar a dir que "l'Uruguai no dialogarà mentre els ponts internacionals es mantinguessin interromputs" per ciutadans argentins.
Una altra de les seves comeses va ser signar un TIFA amb els Estats Units, després del rebuig per part del sector radical de l'esquerra en general, i del Mercosur en particular, de signar un Tractat de Lliure Comerç (TLC) amb el govern del president George W. Bush.
Va néixer el 26 de juliol de 1934 a Paysandú, al nord de l'Uruguai. És descendent d'italians, oriünds de la província de Potenza. Casat amb Judith Grauert (filla del polític del Partit Colorado, Héctor Grauert), el matrimoni té dos fills.